# 王水照
王水照（1934年7月—），浙江余姚人。中国唐宋文学研究界权威，现任复旦大学中文系教授、博士生导师、中文系学术委员会主任。

## 简历
- 1955年，考入北京大学中文系。1960年毕业，进入中国科学院哲学社会科学部（今中国社会科学院）文学研究所任职。
- 1978年3月进入上海复旦大学任教。
- 1980年11月任副教授，1985年9月晋升为教授。
- 1990年10月经国务院学位委员会批准为中国古代文学学科（唐宋文学方向）的博士生导师。
- 1992年10月获“有突出贡献的国家级专家”称号。
- 1998年9月当选为复旦大学首席教授。

## 任职
王水照并任中国宋代文学学会会长，中国苏轼学会副会长，中国韵文学常务理事，上海作家协会理事。

## 著作
著有：
- 《唐宋文学论集》
- 《苏轼研究》
- 《苏轼论稿》
- 《王水照自选集》
- 《苏轼其人和文学》（日译本）

编有：
- 《苏轼选集》（1984年），上海古籍出版社，ISBN 978-7-5325-0528-9
- 《宋人所撰三苏年谱汇刊》

合著有：
- . 河南大學出版社. 1997 （中文（中国大陆））.